# Johnny Dodds
Johnny Dodds (Nova Orleães, Los Angeles, 12 de Abril de 1892 – Chicago, Illinois, 8 de Agosto de 1940), foi um clarinestista de jazz e blues, e saxofonista alto, norte-americano. Para além de ter formado a sua própria banda, Dodds tocou em bandas como: Joe "King" Oliver, Jelly Roll Morton, Lovie Austin e Louis Armstrong

## Biografia
Johnny Dodds estudou clarinete com Lorenzo Tio, um músico de Nova Orleães. Tocou com as bandas de Frankie Duson, Kid Ory, e Joe "King" Oliver. Dodds viajou para Chicago, e tocou com a banda de jazz de Oliver, a Oliver's Creole Jazz Band, com a qual gravou em 1923.
Dodds colaborou, frequentemente, com o seu amigo Natty Dominique, durante este período, e esta relação de amizade iria durar toda a sua vida. Após a saída da banda de Oliver, em 1924, Dodds substitui Alcide Nunez, como o clarinetista permanente do Kelly's Stables (entre 1924 e 1930.
Durante os anos 20, grava com diversos grupos de jazz, em Chicago, entre os quais o Louis Armstrong's Hot 5 and Hot 7, e o Jelly Roll Morton's Red Hot Peppers.
A década seguinte foi uma fase em que Dodds se manteve mais afastado da música, ocupando o seu tempo a gerir uma empresa de táxis, com o seu irmão Baby Dodds, só voltando a gravar em 1938.
Notável no seu profissionalismo, e virtuosismo, como músico, Johnny Dodds foi uma das principais influências de outros clarinetistas, como Benny Goodman.
Johnny Dodds morre em Chicago, em 1940.